# Jean Henri van Swinden
Jean Henri van Swinden (La Haye, 8 juin 1746 - Amsterdam, 9 mars 1823) est un mathématicien et physicien néerlandais qui a enseigné à Franeker et à Amsterdam.

## Biographie

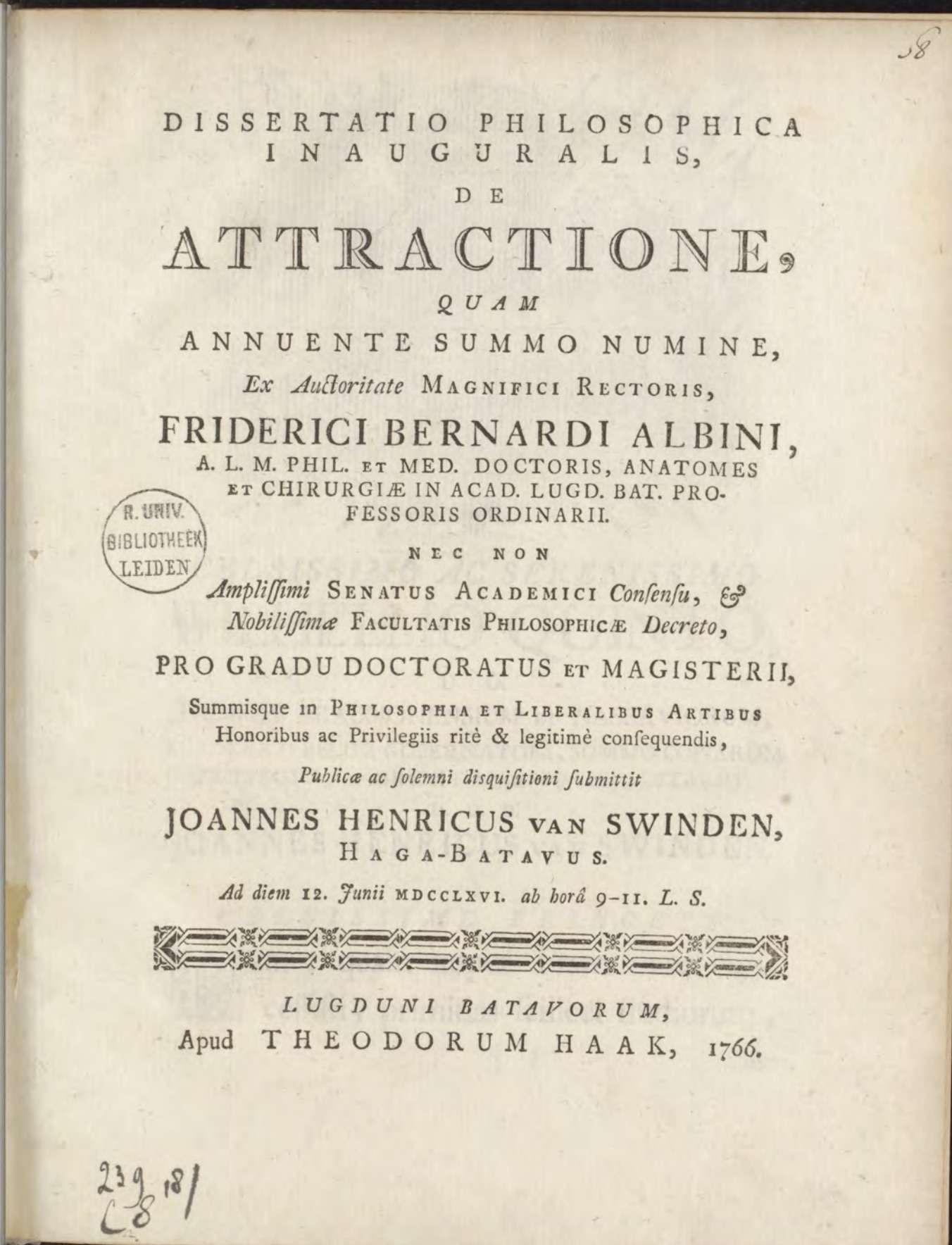
Page de titre de la thèse de Jean van Swinden (1766).

Fils d'un avocat, Jean Henri van Swinden fait ses études, de 1763 à 1766, à l'université de Leyde. Il doit beaucoup notamment à Johann Friedrich Hennert (en), alors professeur privé à Leyde. Il obtient un doctorat en philosophie en 1766 avec une thèse intitulée « De attractione ». La même année, à l'âge de 20 ans, il succède à A. Brugmans comme professeur de philosophie, de raisonnement et de philosophie réflexive (appelée aussi surnaturalisme) à l'université de Franeker ; il continue à étudier et à mener des recherches ainsi qu'à enseigner. En 1776, il remporte un prix de l'Académie royale des sciences avec Charles-Augustin Coulomb pour ses travaux sur le champ magnétique terrestre et la relation entre le magnétisme et l'électricité, puis en 1777, il remporte un prix de l'Académie bavaroise des sciences. Il publie en 1780 une description du planétarium d'Eise Eisinga, ouvrage réédité.

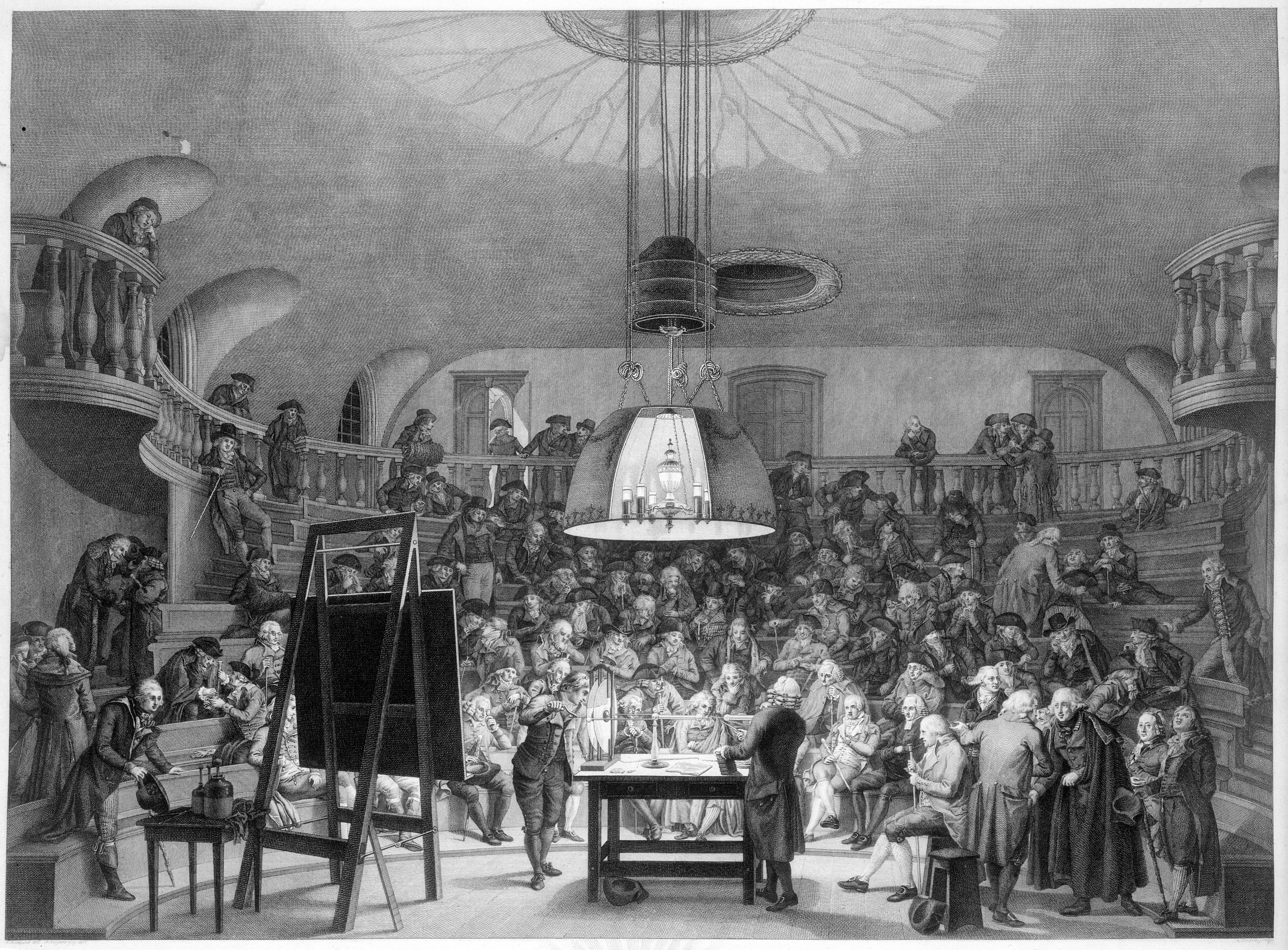
J. H. van Swinden fait une démonstration de génération d'électricité à la société Felix Meritis.

En 1785, il s'installe à Amsterdam où il devient professeur à l'Athenaeum Illustre. Il contribue à l'introduction d'un système de numérotation des maisons de cette ville et dirige en 1795 le premier recensement. En 1798, il dirige une commission chargée d'étudier l'état de santé des habitants d'Amsterdam sur la base des résultats du recensement. Il fait partie d'une commission internationale pour déterminer la longueur du mètre, première étape à l'introduction du système métrique aux Pays-Bas. Ses conférences dans le bâtiment Felix Meritis (en) à partir de 1777 sur ce sujet ont été regroupées et publiées sous le titre Verhandeling over volmaakte maaten en gewigten en 1802. En 1795 et en 1808, il est nommé professeur à Leyde ; la première fois, il refuse, la deuxième fois, le roi Louis revient sur sa décision.
Sa renommée internationale l'a amené à être nommé représentant pendant l'occupation française. Il est l'un des fondateurs nommés par Louis Bonaparte en 1808 pour l'Académie royale néerlandaise des arts et des sciences avec Martin van Marum, Martinus Stuart (en) et Jeronimo de Bosch.

## Héritage
Le Van Swinden Laboratorium, abrégé en "VSL", est l'Institut national de métrologie des Pays-Bas. Il porte le nom de Van Swinden depuis 1971. Plusieurs rues d'Amsterdam portent son nom.
L'astéroïde (10440) van Swinden porte également son nom.